# Spinosodus rufomaculatus
Spinosodus rufomaculatus là một loài bọ cánh cứng trong họ Cerambycidae.